# 高田繁
高田繁（1945年7月24日—），日本棒球選手，出生於大阪府大阪市住之江区，曾經效力於日本職棒讀賣巨人等隊伍，於1980年退休，生涯通算139支全壘打。